# Ayt Mallul
Ayt Mallul (Berbersky: ⴰⵢⵜ ⵎⴻⵍⵍⵓⵍ; Arabsky: أيت ملول), je město na západním pobřeží Maroka. Nachází se nedaleko města Agádír jihovýchodně od Inezgane, na jižním břehu řeky Sous. Podle sčítání lidu z roku 2014 zde žije 171 847 obyvatel. Město je součástí prefektury Inezgane-Aït Melloul v regionu Souss-Massa.
Necelých 6 kilometrů od hranic města se nachází mezinárodní letiště Al Massira, které je jedním z nejrušnějších letišť na jihu Maroka a hlavním osobním letištěm pro město Agádír. Městem také prochází důležitá silnicní spojnice N10, která propojuje západní pobřeží s východem Maroka.
Ve městě se také nachází největší věznice v regionu Souss-Massa.

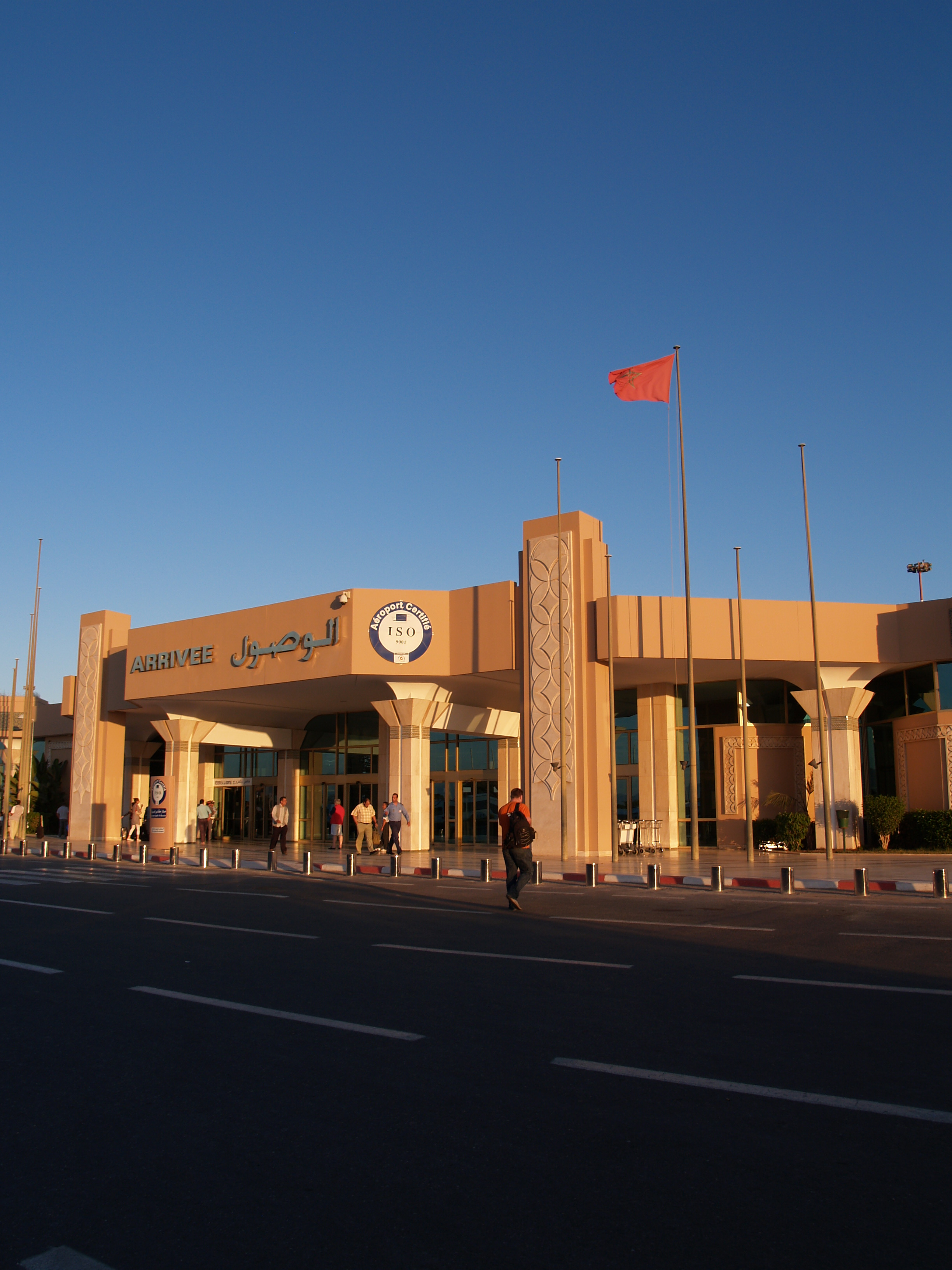
Letiště Al-Massira